# Voghera
Voghera là một đô thị ở vùng Lombardy, Ý, trong tỉnh Pavia. Đô thị này nằm bên sông Staffora (một chi lưu của sông Po).
The neighbourhood produces much silk, in which, as well as in corn and wine, an active trade is carried on.